# Litterae significativae
Le Litterae significativae o lettere aggiuntive sono delle lettere che arricchiscono e completano i neumi nella notazione adiastematica del canto gregoriano. Queste lettere possono dare indicazioni melodiche oppure ritmiche.
Il significato delle lettere ci è noto grazie ad una epistola che Notker, monaco di San Gallo scrisse nel 912 a frater Lambertus. Una notizia di Ekkehard IV attribuisce l'introduzione delle lettere a Romanus, un cantore inviato a San Gallo nel 790, per questo vengono chiamate anche litterae romaniane.
Talvolta, malgrado le spiegazioni di Ekkehart, in contesti particolari, non è facile scoprire il significato effettivo delle lettere.

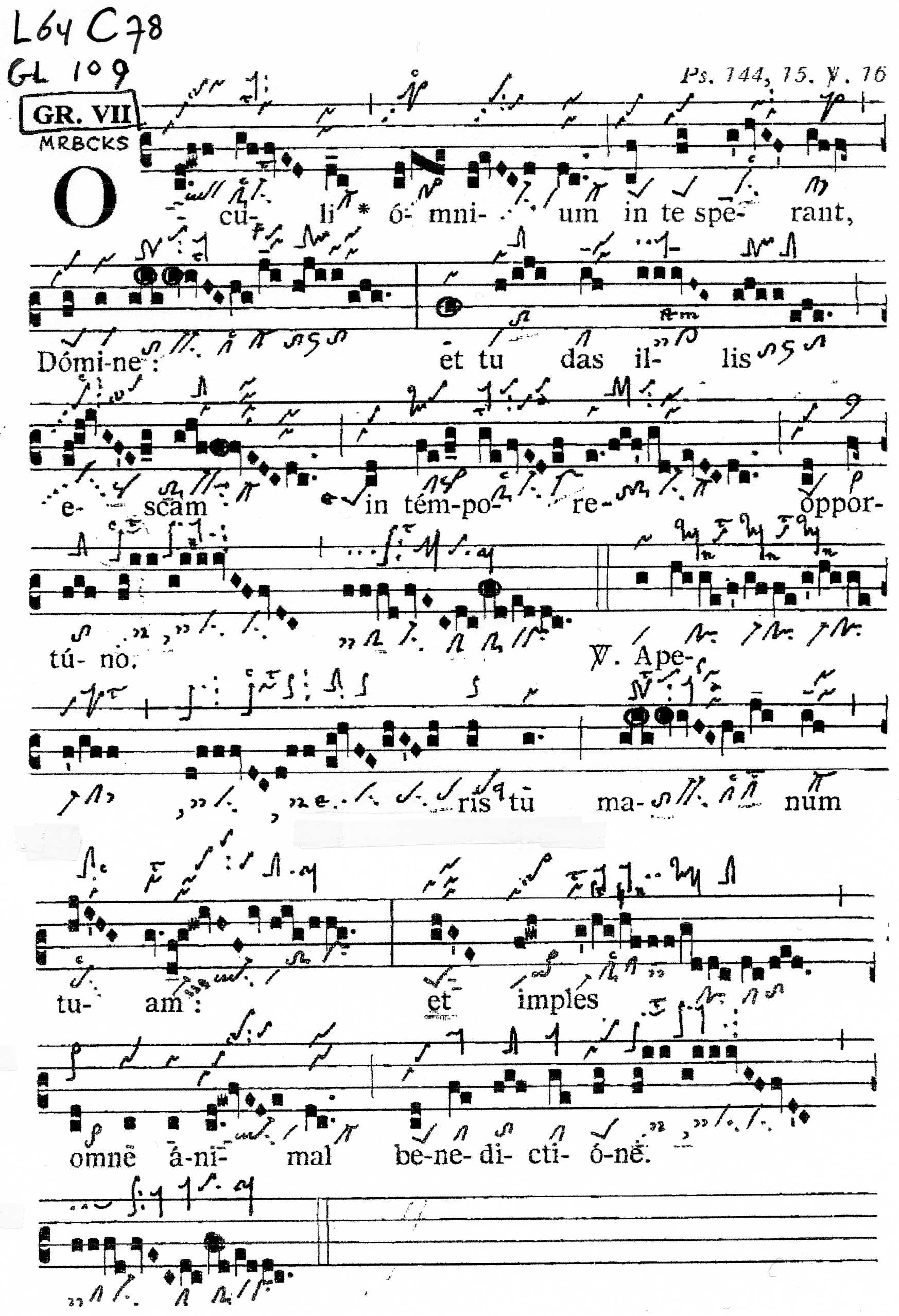
Il Graduale Oculi nel Graduale triplex. Notare le numerose litterae apposte.

## Lettere sangallesi
Litterae presenti nella notazione sangallese:

### Con significato melodico
- a : altius - più in alto.
- l : levare - salire.
- s : sursum vel susum - salire, alzare.
- i : iusum vel inferius - più giù.
- d : deprimatur - scendere.
- e : equaliter - stesso grado, unisono.

### Con significato ritmico
- c : celeriter vel cito - rapidamente.
- t : tenere vel trahere - trattenere.
- st : statim vel strictim - subito, in connessione.
- x : expectare - aspettare.

### Altre lettere solitamente unite alle precedenti
- m : mediocriter - con moderazione.
- v : valde - molto.
- b : bene - bene.
- p : parvum vel parum - poco, meno.

### Lettere e abbreviazioni con vari significati
- f : frendor vel fragor - fragore,  con forza.
- k : klenche - forte.
- g : gutture - con la gola.
- len : leniter - lievemente.
- co : coniunctim - connettendo, legando.
- mott : molliter - con morbidezza.
- pfee : perfecte - con cura.
- simit : similiter - similmente.
- simul : simul - uguale, lo stesso.
- vot :volubiter - agilmente.

## Lettere metensi
Litterae presenti nella notazione metense:

### Con significato melodico
- s : sursum - in alto.
- f : fastigium - culmine
- h : humiliter - grave, basso.
- l : levare - salire.
- eq : equaliter - unisono, stesso grado.

### Con significato ritmico
- t : tenere - tenere.
- a : augete - aumentare, corrisponde all'episema sangallese.
- c : celeriter - velocemente.
- n : non vel nectum - legaren non tenere.